# Saint-Jean-sur-Richelieu

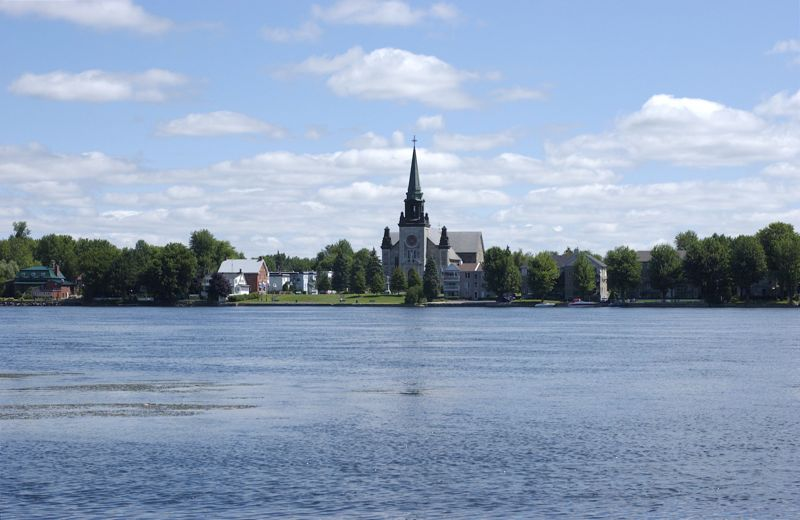
Iglesia de San Atanasio

Saint-Jean-sur-Richelieu es una ciudad ubicada en la provincia canadiense de Quebec. Según el censo de 2021, tiene una población de 97 873 habitantes.
La ciudad está situada en el MRC del Le Haut-Richelieu, en la región administrativa de Montérégie. Hace parte de las circunscripciones electorales de Iberville y Saint-Jean a nivel provincial y de Saint-Jean a nivel federal.

## Historia
La historia de la ciudad se remonta a 1666, año en que se erigió un primer fuerte de madera a orillas del río Richelieu por iniciativa de Alexandre de Prouville de Tracy. Una parroquia fue construida en 1667. El fuerte fue abandonado en 1670. En 1748, Jean-Frédéric Phélypeaux, Conde de Maurepas, Ministro de Marina, hizo construir un nuevo fuerte de piedra en la margen izquierda del río Richelieu. Al nuevo fuerte se le asignó el nombre de St. Jean en su honor. Incendiado en 1776 por los estadounidenses, no fue reconstruido.
El pueblo que rodeaba el fuerte se llamó Dorchester en el siglo XVIII, en honor a Lord Dorchester, gobernador de la provincia de Quebec. La parroquia construida en 1667 recibió el nombre de Saint-Jean-l'Évangéliste.
En el siglo XIX, la ciudad se industrializa jalonada por la industria alfarera y por la llegada del ferrocarril. La ciudad emerge en importancia e incluso se vuelve uno de los principales puertos interiores del este de Canadá sobre todo aprovechando el comercio con los Estados Unidos. En junio de 1860 aparece Le Canada français, uno de los periódicos en francés más antiguos de América. Desde entonces, el periódico no ha dejado de aparecer cotidianamente.
Más recientemente, la ciudad de Saint-Jean entró en una nueva fase de prosperidad en la que el sector turístico se ha desarrollado fuertemente. De hecho, la ciudad alberga el principal evento de globos aerostáticos de Canadá: el Festival Internacional de Montgolfières.
La actual municipalidad es el resultado de una fusión municipal realizada en el año 2001. La ciudad de Saint-Jean-sur-Richelieu está conformada por los antiguos municipios de Saint-Jean-sur-Richelieu, Iberville, Saint-Luc, L'Acadie y Saint-Athanase.

## Instalaciones militares
Saint-Jean-sur-Richelieu lleva el título de ville-garnison (ciudad guarnición), ya que en la ciudad se encuentran la guarnición militar de Saint-Jean de las Fuerzas Armadas Canadienses y el Campo Fort Saint-Jean, donde se encuentra el Colegio Militar Real (Royal Militar College).

## Geografía
La localidad está ubicada en las coordenadas 45°19′00″N 73°16′00″O / 45.31667, -73.26667. Según Statistics Canada, tiene una superficie total de 226.93 km².

## Demografía
Según el censo de 2021, hay 97 873 personas residiendo en esta ciudad, lo que refleja una densidad poblacional de 431.3 hab./km². Los datos muestran que frente a las 95 114 personas censadas en 2016, en 2021 hubo un aumento poblacional de 2759 habitantes (2.9%). El número total de inmuebles particulares es de 44 255, con una densidad de 195.02 inmuebles por km². El número total de viviendas particulares que se encuentran ocupadas por residentes habituales es de 42 915.

## Medio Ambiente
La ciudad adoptó en 2008 su primer plan medioambiental, resultado de una vasta consulta realizada a la población.

## Cultura
Desde 1984, la ciudad acoge el Festival Internacional de Globos Aerostáticos de Saint-Jean-sur-Richelieu, un festival de envergadura dedicado a actividades recreativas.
La ciudad también es un punto de encuentro de escultores y pintores de Quebec y Canadá.